# Општина Марга (Караш-Северин)
Марга (рум. Marga) општина је у Румунији у округу Караш-Северин.
Oпштина се налази на надморској висини од 411 m.